# Theophilaktos (asociat)
Theophilaktos (n. 793 d.Hr., Constantinopol, Imperiul Roman de Răsărit – d. 15 ianuarie 849 d.Hr., Yassıada⁠(d), Imperiul Otoman, Turcia) a fost un prinț bizantin, fiul lui Mihail I Rangabe, asociat la domnie între 812 și 814. A fost dat jos de la putere de către Leon V Armeanul, castrat și retras într-o mănăstire până la moarte.